# Griekenland op het Eurovisiesongfestival 2004
Griekenland nam deel aan het Eurovisiesongfestival 2004 in Istanboel, Turkije. Het was de 25ste deelname van het land op het Eurovisiesongfestival. ERT was verantwoordelijk voor de Griekse bijdrage voor de editie van 2004.

## Selectieprocedure
Om de Griekse inzending voor het Eurovisiesongfestival van 2004 te selecteren, werd in eerste instantie een nationale finale georganiseerd. Deze droeg de titel Eurostar en was feitelijk opgezet als een talentenjacht naar het model van Idols. Er werden in totaal 36 artiesten geselecteerd die verdeeld werden in drie groepen van 12. In elke groep nam iedereen het tegen elkaar op, waarna uiteindelijk drie finalisten overbleven. In de finale werd Apostolos Psichramis als winnaar uitgeroepen. Het lied waarmee hij naar het songfestival zou trekken zou vervolgens in een extra show worden geselecteerd, maar deze show vond nooit plaats. De Griekse omroep ERT bleek geen vertrouwen te hebben in de kansen van Psichramis en besloot hem daarom te passeren. In allerijl werd intern besloten om zanger Sakis Rouvas naar het songfestival te sturen, een artiest die overigens niet aan Eurostar had deelgenomen. Zijn nummer Shake it werd eveneens intern geselecteerd. Psichramis mocht Rouvas, samen met de twee andere finalisten van Eurostar, wel vergezellen als achtergrondzanger.

## In Istanboel
Griekenland moest in Turkije eerst aantreden in de halve finale. Sakis Rouvas trad als tiende op, na Monaco en voor Oekraïne. De Grieken verzamelden 238 punten, wat ze op een derde plaats bracht. Dit was ruimschoots voldoende om zich voor de finale te kwalificeren. Men ontving zeven keer het maximum van de punten. België en Nederland hadden in de halve finale respectievelijk 10 en 6 punten over voor de inzending.
In de finale moest Griekenland als zestiende optreden, na Macedonië en voor IJsland. Op het einde van de puntentelling hadden de Grieken 252 punten verzameld, waarmee ze net als in de halve finale op de derde plaats eindigden. Dit betekende een evenaring van de hoogste klassering die Griekenland tot dan toe op het songfestival behaald had; eerder waren de Grieken al eens derde geworden in 2001. Bovendien was het resultaat ruimschoots voldoende om zich rechtstreeks te plaatsen voor de finale van het Eurovisiesongfestival 2005.
Rouvas ontving in de finale vijf keer het maximum van de punten. België en Nederland gaven in de finale respectievelijk 8 en 6 punten aan Griekenland.

### Gekregen punten

#### Halve Finale
| 12 punten                                                                      | 10 punten                                              | 8 punten                                      | 7 punten                   | 6 punten                                  |
| ------------------------------------------------------------------------------ | ------------------------------------------------------ | --------------------------------------------- | -------------------------- | ----------------------------------------- |
| - Albanië - Cyprus - Israël - Malta - Roemenië - Turkije - Verenigd Koninkrijk | - België - Duitsland - Servië en Montenegro - Oekraïne | - Andorra - Litouwen - Portugal - Wit-Rusland | - Noord-Macedonië - Spanje | - IJsland - Kroatië - Letland - Nederland |
| 5 punten                                                                       | 4 punten                                               | 3 punten                                      | 2 punten                   | 1 punt                                    |
| - Bosnië en Herzegovina - Finland - Noorwegen - Oostenrijk                     | - Estland - Monaco - Slovenië - Zweden                 | - Denemarken - Zwitserland                    | - Ierland                  |                                           |

#### Finale
| 12 punten                                                   | 10 punten                              | 8 punten                      | 7 punten                                                                                            | 6 punten                                                                        |
| ----------------------------------------------------------- | -------------------------------------- | ----------------------------- | --------------------------------------------------------------------------------------------------- | ------------------------------------------------------------------------------- |
| - Albanië - Cyprus - Malta - Roemenië - Verenigd Koninkrijk | - Israël - Litouwen - Monaco - Turkije | - Andorra - België - Oekraïne | - Duitsland - Kroatië - Letland - Noord-Macedonië - Polen - Rusland - Servië en Montenegro - Spanje | - Finland - Frankrijk - IJsland - Nederland - Portugal - Slovenië - Wit-Rusland |
| 5 punten                                                    | 4 punten                               | 3 punten                      | 2 punten                                                                                            | 1 punt                                                                          |
| - Bosnië en Herzegovina - Estland - Ierland                 | - Zweden - Zwitserland                 | - Denemarken                  | - Noorwegen - Oostenrijk                                                                            |                                                                                 |

### Punten gegeven door Griekenland

#### Halve Finale
Punten gegeven in de halve finale:
| 12 punten | Cyprus               |
| 10 punten | Servië en Montenegro |
| 8 punten  | Albanië              |
| 7 punten  | Oekraïne             |
| 6 punten  | Nederland            |
| 5 punten  | Finland              |
| 4 punten  | Noord-Macedonië      |
| 3 punten  | Israël               |
| 2 punten  | Litouwen             |
| 1 punt    | Malta                |

#### Finale
Punten gegeven in de finale:
| 12 punten | Cyprus               |
| 10 punten | Albanië              |
| 8 punten  | Servië en Montenegro |
| 7 punten  | Oekraïne             |
| 6 punten  | Turkije              |
| 5 punten  | Oostenrijk           |
| 4 punten  | Polen                |
| 3 punten  | Spanje               |
| 2 punten  | Rusland              |
| 1 punt    | Malta                |

1974 · 1975 · 1976 · 1977 · 1978 · 1979 · 1980 · 1981 · 1982 · 1983 · 1984 · 1985 · 1986 · 1987 · 1988 · 1989 · 1990 · 1991 · 1992 · 1993 · 1994 · 1995 · 1996 · 1997 · 1998 · 1999-2000 · 2001 · 2002 · 2003 · 2004 · 2005 · 2006 · 2007 · 2008 · 2009 · 2010 · 2011 · 2012 · 2013 · 2014 · 2015 · 2016 · 2017 · 2018 · 2019 · 2020 · 2021 · 2022 · 2023 · 2024 · 2025